# Arapaho (Oklahoma)
Arapaho é uma cidade  localizada no estado norte-americano de Oklahoma, no Condado de Custer.

## Demografia
Segundo o censo norte-americano de 2000, a sua população era de 748 habitantes. 
Em 2006, foi estimada uma população de 713, um decréscimo de 35 (-4.7%).

## Geografia
De acordo com o United States Census Bureau tem uma área de 
1,8 km², dos quais 1,8 km² cobertos por terra e 0,0 km² cobertos por água.

## Localidades na vizinhança
O diagrama seguinte representa as localidades num raio de 24 km ao redor de Arapaho. 